# Comuna Stari Bohorodceanî, Bohorodceanî
Stari Bohorodceanî (în ucraineană Старі Богородчани) este o comună în raionul Bohorodceanî, regiunea Ivano-Frankivsk, Ucraina, formată din satele Skobîcivka și Stari Bohorodceanî (reședința).

## Demografie
Componența lingvistică a comunei Stari Bohorodceanî
     Ucraineană (99,61%)
     Alte limbi (0,39%)
Conform recensământului din 2001, majoritatea populației comunei Stari Bohorodceanî era vorbitoare de ucraineană (99,61%), existând în minoritate și vorbitori de alte limbi.